# Fonts baptismaux des Mathes

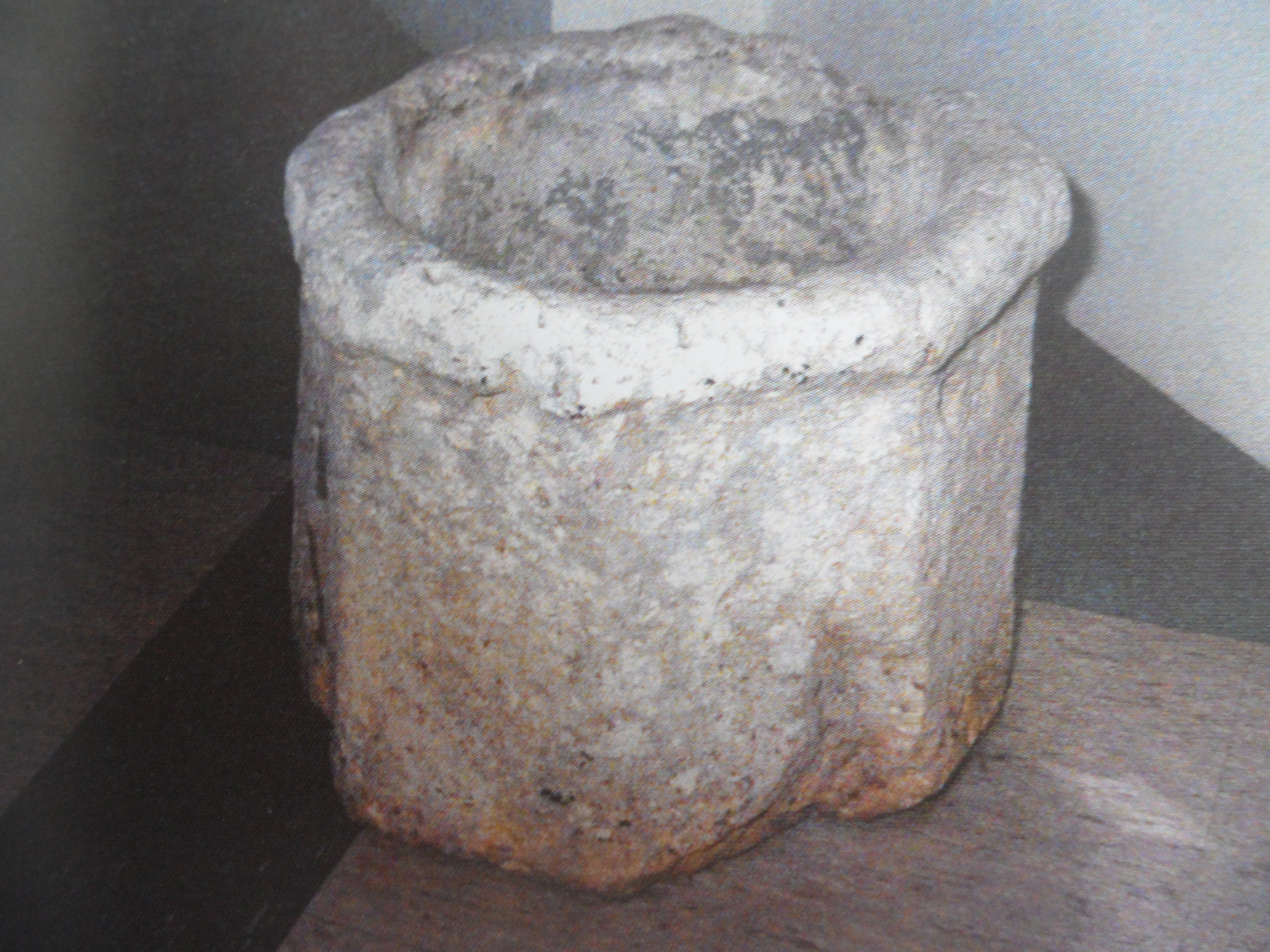
Fonts baptismaux aux Mathes

Les fonts baptismaux de l'église Saint-Cyr-et-Sainte-Julitte qui étaient dans la chapelle de Notre-Dame-de-Buze, un village de la commune Les Mathes du département de la Charente-Maritime dans la région Nouvelle-Aquitaine en France, sont créés au 14e ou 15e siècle. Les fonts baptismaux en pierre sont depuis 2013 inscrits monuments historiques au titre d'objet.
Les fonts baptismaux possèdent une cuve octogonale en calcaire. 